# Ondřej Pavelec
Ondřej Pavelec (ur. 31 sierpnia 1987 w Kladnie) – czeski hokeista, reprezentant Czech, dwukrotny olimpijczyk.

## Kariera
- HC Kladno U18 (2002–2004)
- HC Kladno U20 (2004–2005)
  -  HK Slany (2004)
- Cape Breton Screaming Eagles (2006–2008)
- Chicago Wolves (2007–2010)
- Atlanta Thrashers (2007–2011)
- Winnipeg Jets (2011-2017)
  -  Bílí tygři Liberec (2012)
  -  Pelicans (2012–2013)
  -  Manitoba Moose (2016/2017)
- New York Rangers (2017-2018)

Wychowanek klubu HC Kladno, w którym grał tylko w zespołach juniorskich, po czym wyjechał do Ameryki Północnej. Od połowy 2011 roku zawodnik Winnipeg Jets. W czerwcu 2012 roku przedłużył kontakt z klubem o pięć lat. Od września do listopada 2012 roku na okres lokautu w sezonie NHL (2012/2013) zawodnik Bílí tygři Liberec. Od końca listopada do stycznia 2013 roku na tej samej zasadzie został zawodnikiem fińskiego klubu Pelicans. Od lipca 2017 był zawodnikiem New York Rangers. We wrześniu 2018 ogłosił zakończenie kariery zawodniczej.
Uczestniczył w turniejach mistrzostw świata 2010, 2011, 2013, 2015, zimowych igrzysk olimpijskich 2010, 2014, Pucharu Świata 2016.
Uprawia także hokej na rolkach i został reprezentantem Czech w tej dyscyplinie.

## Sukcesy

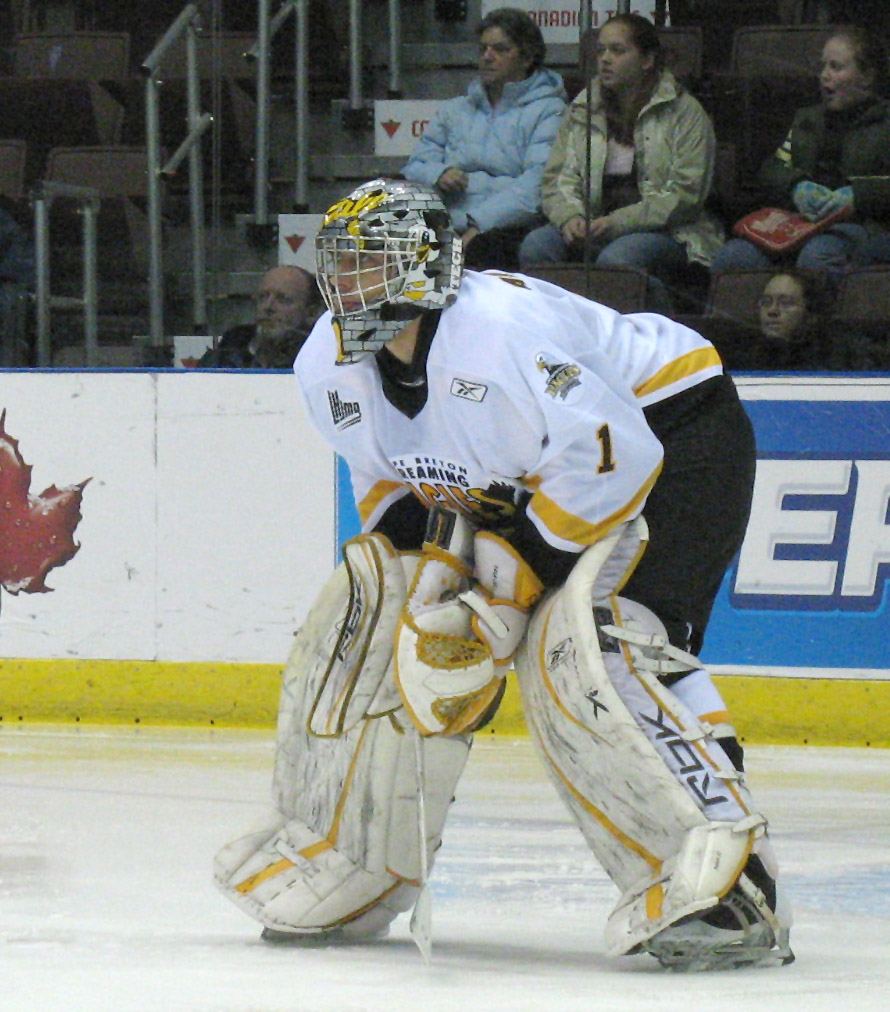
Ondřej Pavelec w barwach Cape Breton Screaming Eagles (2008)

Reprezentacyjne
- Złoty medal mistrzostw świata: 2010
- Brązowy medal mistrzostw świata: 2011

Klubowe
- Złoty medal mistrzostw Czech do lat 18: 2003 z HC Kladno U18
- Puchar Caldera - mistrzostwo AHL: 2008: z Chicago Wolves

Indywidualne
- Mistrzostwa Świata do lat 18 w sezonie 2004/2005:
  - Skład gwiazd turnieju
  - Najlepszy bramkarz turnieju
- QMJHL i CHL 2005/2006:
  - Najlepszy defensywny zawodnik tygodnia - dwukrotnie
  - Jacques Plante Trophy - pierwsze miejsce w klasyfikacji średniej straconych goli na mecz: 2,51
  - Skład gwiazd pierwszoroczniaków QMJHL
  - Pierwszy skład gwiazd pierwszoroczniaków QMJHL
  - Coupe RDS - najlepszy pierwszoroczniak QMJHL
  - Raymond Lagacé Trophy - najlepszy defensywny pierwszoroczniak QMJHL
  - Skład gwiazd pierwszoroczniaków CHL
- QMJHL i CHL 2006/2007:
  - Najlepszy defensywny zawodnik tygodnia - pięciokrotnie
  - Jacques Plante Trophy - pierwsze miejsce w klasyfikacji średniej straconych goli na mecz: 2,52
  - Pierwszy skład gwiazd QMJHL
- Mistrzostwa Świata w Hokeju na Lodzie 2011/Elita:
  - Jeden z trzech najlepszych zawodników reprezentacji
- Nagroda McDiaramid Lumber Three Stars: 2012
- Karjala Cup 2012:
  - Skład gwiazd turnieju
  - Najlepszy bramkarz turnieju
- Mistrzostwa Świata w Hokeju na Lodzie 2013/Elita:
  - Piąte miejsce w klasyfikacji skuteczności interwencji: 93,75%
  - Drugie miejsce w klasyfikacji średniej goli straconych na mecz: 1,42
  - Drugie miejsce w klasyfikacji liczby goli straconych w turnieju: 7
  - Jeden trzech najlepszych zawodników reprezentacji[8]
- Mistrzostwa Świata w Hokeju na Lodzie 2015/Elita:
  - Czwarte miejsce w klasyfikacji średniej goli straconych na mecz: 1,97[9]
  - Jeden z trzech najlepszych zawodników reprezentacji na turnieju[10]